# جعفر بن الزبير بن العوام
أبو مُحَمّد جَعْفَرُ بْنُ الزُّبَيْرِ بْنِ العَوَّامِ القرشيّ الأسديّ، هو ابن الصحابي الزبير بن العوام، وأخو الصحابي عبد الله بن الزبير.

## سيرته
هو جعفر بن الزُّبير بن العَوَّام بن خُوَيْلِد بن أسَدَ بن عبد العُزَّى بن قُصَي بن كلاب بن مرة بن كعب بن لؤي بن غالب بن فهر بن مالك بن النضر بن كنانة بن خزيمة بن مدركة بن إلياس بن مضر بن نزار بن معد بن عدنان.
وأمّه زينب وهي أمّ جعفر بنت مَرْثَد بن عمرو بن عبد عمرو بن بشْر بن عمرو بن مَرْثَد بن سعدِ بن مالك بن ضُبيعة بن قيس بن ثعلبة.
كان جعفر من أصغر ولد الزبير، وقد وُلد جعفر بعد موت النبيّ  بدَهْر، وهو أصغر من عُرْوة. وعن هشام بن عُروة، عن أبيه أن عبد الله بن الزبير وجعفر بن الزبير بايَعَا النبيَّ  وهما ابنا سبع سنين. قال ابْنُ مَنْدَه: «هو وَهْم، والصّواب ما رواه أبو اليمان وغيره عن إسماعيل بهذا الإسناد أنَّ عبد الله بن الزبير، وعبد الله بن جعفر بايَعَا.». وعن محمد بن هلال قال: «رأيتُ جعفر بن الزبير لا يُحْفي شاربه جدًّا، يأخذ منه أخذًا حسنًا.».
كان جعفر شاعرًا مجيدًا، وشهد جعفر بن الزبير مع أخيه عبد الله حربه واستعمله على المدينة وقاتل يوم قتل عبد الله بن الزبير حتى جمد الدم على يديه وفي ذلك يقول - من الطويل -:
وكانت بين جعفر وبين أخيه عروة معاتبة فقال في ذلك - من الطويل -:
قال مُصْعَب بن عبد الله: «وكان جعفر قد كبر وبقي حتى مات في آخر خلافة سليمان بن عبد الملك.».
فَوَلَدَ جعفرُ بن الزبير: محمدًا، وأمَّ حسن، وحمّادةَ لأمّ ولد، وثابتًا ويحيَى، وأمّهما بسّامة بنت عُمارة بن زيد بن ثابت بن الضحّاك بن زيد بن لَوْذان بن عمرو بن عبد بن عوف بن غنم بن مالك بن النجّار، وصالحًا، وهند، وأمَّ سلمة لأمّ ولد، وشُعيبًا، وآدَم، وعَمرًا، ونوحًا لأمّ ولد، وأمَّ صالح، وعائشة، وأمَّ حمزة، وأمّهم أمّ ولد، ويعقوبَ، وفاطمة، وأمَّ عُبيدة وأمّهم أمّ ولد، وأمَّ عبد الله، وأمّ الزبير، وسَوْدةَ وأمّهنّ أمّ ولد، ومريمَ وأمّها أمّ ولد، وأمَّ عُرْوة وأمّها أمّ ولد، وعائشةَ وأمّها أمّ ولد. وروى عنه أولاده شعيب ومحمد وأم عروة وهشام وهشام بن عروة.